# Steve LeVine
Steve LeVine (New York, 1957) è uno scrittore, giornalista e blogger statunitense.
È stato un corrispondente estero per diciotto anni, in Unione Sovietica, Pakistan e Filippine, per The Wall Street Journal, The New York Times, The Washington Post, il Financial Times e il Newsweek. Attualmente copre gli affari esteri e le fonti energetiche per BusinessWeek, con sede a Washington. LeVine è sposato con Nurilda Nurlybayeva e hanno due figlie. Ha pubblicato due libri: The Oil and the Glory (2007) che racconta la poco nota storia della lunga, epica lotta per la fortuna, la gloria e la potenza sul Mar Caspio; Putin's Labyrinth (2008), un profilo della Russia attraverso la vita e la morte di una mezza dozzina di russi.
Questo libro è dedicato al collega e amico Daniel Pearl, giornalista statunitense rapito da un gruppo di fondamentalisti islamici collegati direttamente ad Ahmad Omar Sa'id Shaykh. Nel film A Mighty Heart - Un cuore grande Steve LeVine, che lo stesso giorno del rapimento si recò a Karachi per incontrare Daniel Pearl, è interpretato da Gary Wilmes.

## Biografia
Steve LeVine vive a Dallas. In precedenza ha vissuto in Asia centrale e nel Caucaso per 11 anni - a partire dalle due settimane dopo il crollo sovietico al 2003. Ha guidato l'ufficio de The Wall Street Journal prima e del New York Times poi per la regione delle Otto Nazioni.
Dal 1985 al 1988, è stato corrispondente del Newsday per le Filippine.
Dal 1988 al 1991, è stato corrispondente del Newsweek per l'Afghanistan con base in Pakistan.

## Opere
- The Oil and the Glory: The Pursuit of Empire and Fortune on the Caspian Sea, Random House, New York, 2007,  pp. 496 pp., ISBN 978-0-375-50614-7.
- Putin's Labyrinth: Spies, Murder, and the Dark Heart of the New Russia, Random House, New York, 2008,  pp. 224 pp., ISBN 978-1-4000-6685-8.

### Edite in Italia
- Il petrolio e la gloria. La corsa al dominio e alle ricchezze della regione del Mar Caspio, traduzione di Enrico Monier, collana Inchieste (n. 1), Fagnano Alto, il Sirente, 2009,  XXXII-512 pp., ISBN 978-88-87847-15-4.
- Il labirinto di Putin. Spie, omicidi e il cuore nero della nuova Russia, traduzione di Enrico Monier, collana Inchieste (n. 2), Fagnano Alto, il Sirente, 2010, ISBN 978-88-87847-17-8.